# Gonomyia curvistylata
Gonomyia curvistylata är en tvåvingeart som beskrevs av Alexander 1981. Gonomyia curvistylata ingår i släktet Gonomyia och familjen småharkrankar. Inga underarter finns listade i Catalogue of Life.